# André Sinave
André Sinave, né le 26 août 1921 à Ypres (province de Flandre-Occidentale) et mort le 27 mars 1992, est un des fondateurs du journal Tintin en 1946.

## Biographie
Les origines d'André Sinave sont wallonnes par sa mère et flamandes par son père. Il fait ses études à l'École normale de Nivelles où il obtient un diplôme en langues germaniques au début des années 1940. La guerre ne l'a pas épargné. Résistant, il est fait prisonnier à Huy et y contracte une tuberculose dont il a su se remettre. Il part en 1954 pour le Congo, où il restera 14 ans. En 1968, il prend le chemin du Canada et s'installe à Victoriaville, au Québec. Il enseigne au Cégep de Victoriaville et à l'Université du Québec à Trois-Rivières, en littérature canadienne comparée jusqu'en 1986. Il meurt le 27 mars 1992, à l'âge de 71 ans.

## Les Éditions Yes
Sinave fonde [Quand ?] avec Albert Debaty les Éditions Yes, qui occupent un local situé au 55, rue du Lombard, juste derrière la Grand-Place de Bruxelles,. Talentueux dans les lettres mais plutôt ordinaire dans la gestion, Sinave et Debaty ont décidé de confier leurs comptes à un tiers : Raymond Leblanc. Ce dernier est alors fonctionnaire des douanes au ministère des Finances et officier de réserve dans l’une des armées de Montgomery à Hanovre. Il accepte la mission confiée par l’éditeur. Sinave avait connu Leblanc au service des douanes, auquel il avait eu affaire au sujet d'une voiture achetée en Allemagne par son oncle et qui devait passer la frontière belge.
Les Éditions Yes publient, avec succès, Ciné-Sélection et la collection de romans populaires « Cœur ».
Sinave est un homme plein de projets et d’idées. À titre d’exemple, après l’explosion de la bombe atomique à Hiroshima, il a l’idée de produire un fascicule sur la fabrication de cette bombe atomique expliqué par un physicien. Il s’en vendra 150 000 exemplaires !

## Lejournal Tintin
Sinave voudrait reprendre la formule du Petit Vingtième tout en la modernisant.
Lorsque Sinave présente son projet d’un hebdomadaire pour enfant avec Tintin comme vedette, Debaty et Leblanc sont sceptiques. Comment trouver Hergé dans cette période d’après-guerre difficile et où dénicher le papier pour imprimer cette revue ?
Sinave est considéré comme un homme débrouillard. Il réussit à obtenir du papier grâce à une bonne relation : Raoul Tack. Ce dernier a partagé l’infortune de Sinave dans les cachots du fort de Huy. Devenu sénateur par la suite, il a pu obtenir du papier pour le projet de Sinave.
Comment rencontrer Hergé, alors ? 
André Sinave connaissait Hergé car, tout jeune, il écrivait de petites histoires dans Le Petit Vingtième. Mais où le trouver ?
C’est ici qu’intervient Pierre Ugeux, un ancien du Petit Vingtième qui connait bien Hergé. Pierre Ugeux écrit à Hergé le 10 septembre 1945,, :
« Mon cher Georges,
J’ai  reçu la visite d’un ami qui voudrait reprendre la formule du Petit Vingtième tout en la modernisant.
Il aimerait pouvoir compter sur ta collaboration. Il m’a invité à étudier avec toi cette possibilité.
Comme j’espère être démobilisé prochainement et qu’il m’intéresse de reprendre du service dans la branche, pourrais-tu fixer un rendez-vous au mieux de ta convenance ?
Pierre Ugeux »

## Rencontre à Boitsfort
C’est ainsi qu’André Sinave et Pierre Ugeux se rendent à Boitsfort à l’automne 1945 pour y rencontrer Hergé. Ce dernier est très réceptif à l’idée de ce projet. 
Benoit Peeters signale que la rencontre avec Hergé se fait avec Sinave et Leblanc. Jacques Pessis mentionne que Leblanc est présent et expose son projet.
Ainsi, André Sinave a la paternité de l’idée du journal Tintin, il trouve du papier, exploit difficile à l’époque, il réussit à rencontrer Hergé grâce à Pierre Ugeux et rend le créateur de Tintin favorable au projet.
Reste le financement. Pour lancer un tel projet, les capitaux sont nécessaires. Encore ici, André Sinave sauve la mise. Ses relations dans le milieu cinématographique lui permettent de rencontrer un interlocuteur de premier ordre : George Lallemand. Celui-ci se joint au trio pour aider à financer le projet du journal Tintin en échange de 40 % des parts. De son côté, Leblanc en obtient 50 % et Hergé, 10 %.
Leblanc aurait fait de bonnes affaires avec son dragueur de graviers ce qui lui a permis de prendre la majorité des parts.
Sinave et Debaty restent associés à l’aventure mais sont écartés par Leblanc et Lallemand, selon Peeters faute de moyens financiers.
À la suite de cette histoire, le 8 août 1946 naît la société privée à responsabilité limitée (SPRL) « Les éditions du Lombard » dirigée par Leblanc et Lallemand et destinée à développer le journal Tintin. Sinave et Debaty créent les Éditions du Nervien, destinées à développer les autres publications de Yes.

### Articles
- Danny De Laet, « André Sinave et le rêve inaccompli : La naissance des éditions du Lombard », première partie d'une étude sur les Éditions du Lombard et son exégète Karel Van Milleghem, sur bdoubliees.com (consulté le 6 février 2025).